# Camí del Bosc de Llania
El Camí del Bosc de Llania és un camí agrícola del poble d'Hortoneda, a l'antic terme d'Hortoneda de la Conca, actualment pertanyent a Conca de Dalt, al Pallars Jussà.
Arrenca del Camí vell d'Hortoneda a l'Espluga de Cuberes a llevant i a sota del Solà d'Hortoneda, des d'on surt cap al nord-oest; travessa tot el Solà d'Hortoneda, però es perd sense acabar d'arribar al Bosc de Llania en perdre's a causa de l'abandonament general d'aquest territori.